# Бурњаци
Бурњаци, бурнице или цевоноске (лат. Procellariiformes) представљају један од редова птица. То су морске птице и летачи на велике удаљености. Имају кратак реп и изражене су птице пучине. Већина долази на копно искључиво ради гнежђења. Живе на свим морима и океанима свих климатских подручја.

## Особине
Бурњаци имају изразито необичан кљун, састављен од више уских уздужних рожнатих делова. На кљуну имају завршетак носа у облику две цевчице (што им је и донело друго име цевоноске) које служе за излучивање соли из морске воде коју узму заједно с храном. Осим тога, неке врсте могу кроз те цевчице попрскати потенцијалног нападача једном уљастом течношћу врло ружног мириса, што нападача збуни и одврати од напада довољно дуго да се птица склони. Тиме се често служе младунци док су још беспомоћни у гнезду.
За ове птице су такође карактеристични кратак врат, кратак реп и кратке ноге. Предња три прста су међусобно спојена пловном кожицом. Многе врсте имају, осим тога, и дуга и уска крила. Међу најпознатије птице из ове групе спада свакако албатрос са распоном крила од преко три метра.
Бурњаци су изврсно прилагођене дугом и напорном летењу. Могу да пређу врло велике удаљености и да издрже врло јаке олује. Велике врсте, као албатроси, претежно једре и при томе користе узлазне ваздушне струје над таласима. Здепасте бурнице, које такође припадају цевоноскама, користе при летењу лепршање и једрење. Највећи распон крила измерен је код албатроса и износио је 3,63 метра.

## Понашање
Најчешће се гнезде у великим колонијама. Поједине колоније могу бројати и преко милион парова. Већина врста се сваке године враћа на гнежђење на исто место, где се пари са истим партнером. Женка полаже увек само једно јаје. Неке врсте праве права гнезда, док друге користе удубљења у земљи или пукотину у стени.
Хране се рибама, главоношцима и медузама. Младунци се храни врло хранљивим желудачним уљем, које се, након варења хране, ствара у желуцу родитеља. Они ово уље могу и дуже време држати у свом желуцу.

## Систематика
Унутар реда бурњака постоји четири фамилија:
- Албатроси
- Прави бурњаци,[2] бурнице[3]
- Здепасти бурњаци,[4] здепасте бурнице[3]
- Зовоји